# Silla curul

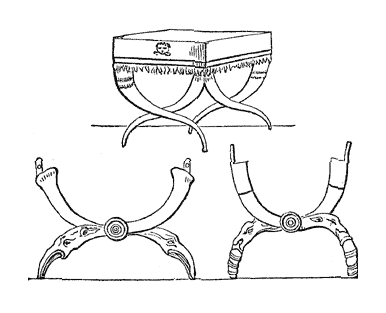
Una sella curulis y dos pares de patas de bronce de sellae curules (Museo Borbónico de Nápoles, vol. vi. tav. 28); copiadas de la colección del Vaticano.

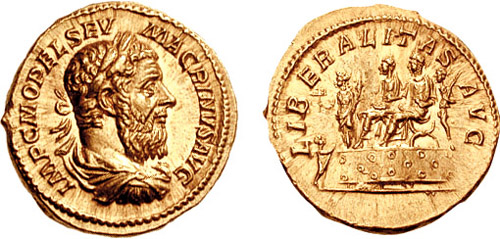
Áureo de Macrino. En el reverso, el emperador y su hijo aparecen sentados en sendas sillas curules.

Durante la República romana, y posteriormente el Imperio, la silla curul (en latín sella curulis, que se supone procede de currus, carro de guerra) era el sitial sobre el cual los magistrados veteranos o los promagistrados que poseían imperium tenían derecho a sentarse, derecho que incluía al dictador, magister equitum, cónsul, pretor y edil curul. También al flamen de Júpiter (flamen Dialis) se le permitía sentarse, a pesar de no poseer imperium.

## Origen e historia
Según Tito Livio, tanto la silla curul como la toga romana eran originarias de Etruria y puede verse en monumentos etruscos, sirviendo para identificar a los magistrados. No obstante, las sillas del tipo tijera son conocidas ya desde el Imperio Nuevo de Egipto.
Según Mommsen, en su "Historia de Roma", en tiempos de la monarquía (especialmente durante el reinado de Tarquino) los ciudadanos romanos tenían prohibido el circular por las calles de Roma a bordo de carros tirados por caballos y tal dignidad era solo conferida al monarca. Como símbolo de su rango, el rey presidía entonces los actos públicos (rogatio, procuratio, etc) sentado en una silla a bordo del carro. De esta costumbre deriva el término de silla curul o "silla del carro".
Según Dión Casio, a principios de 44 a. C., un decreto del Senado concedió a Julio César el uso de la sella curulis en todas partes excepto en el teatro, donde llevaba su silla dorada y su corona de joyas, que le ponían a la par con los dioses.
La silla curul podía ofrecerse a modo de trono como un honor a los reyes extranjeros reconocidos oficialmente como amigos (amicus) por el pueblo romano o el Senado.
La silla curul figuró también en medallas romanas y en monumentos funerarios para significar una magistratura curul. Cuando está atravesada por una hasta (lanza), simboliza a Juno.

## Descripción
La silla curul era habitualmente de marfil, con asiento cuadrado y patas curvadas formando una amplia X. No poseía respaldo y sus brazos eran bajos. Podía ser plegada, siendo así fácilmente transportable para ser usada por los magistrados y otros usos especiales como para los jefes militares en campaña (en este caso se llamaba sella castrensis). Según parece, aunque se trataba de un elemento suntuario, la curul resultaba intencionadamente incómoda si se permanecía sentado en ella durante largos periodos, obligando a los servidores públicos a ser diligentes en su trabajo, y recordando, de paso, que la función pública es transitoria.

## Continuidad de la silla curul en la historia
En realidad nunca se ha perdido su uso; su forma ha servido de inspiración en decoraciones de periodos posteriores, especialmente durante el neoclasicismo de principios del siglo XIX. Por citar otro momento de auge de este enser, en la Galia merovingia se prosiguió la tradición romana del uso de la curul como símbolo del derecho a administrar justicia. Sus sucesores, los Capetos mantuvieron el simbólico asiento. De hecho, el Trono de Dagoberto, actualmente conservado en la Biblioteca Nacional de Francia estaba inspirado en una curul. También se encuentran sillas curules, más o menos modificadas, en multitud de ejemplos en el resto de Europa.

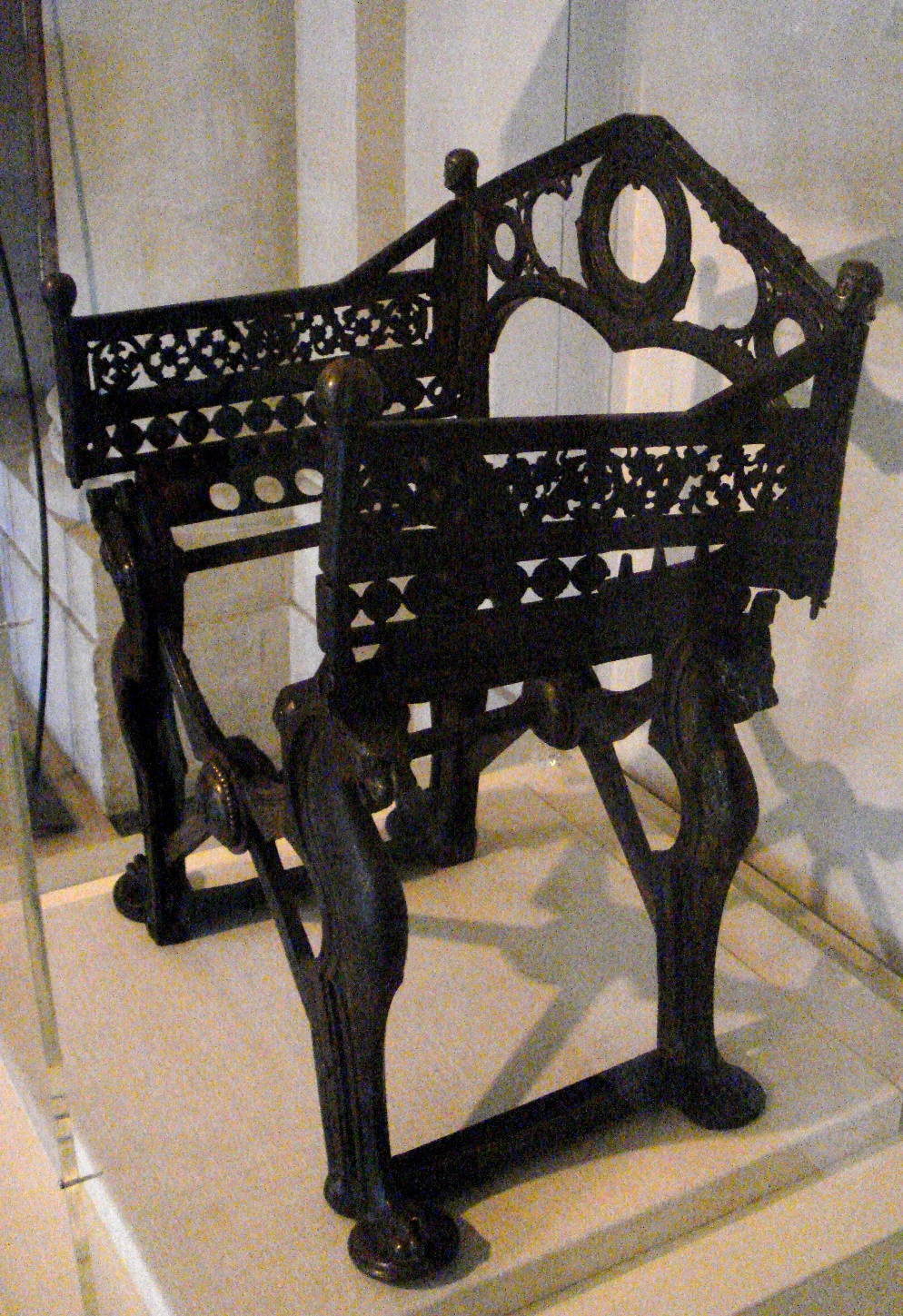
Trono de Dagoberto, s.VII, de diseño inspirado en una silla curul. Biblioteca Nacional de Francia

La silla curul llegó a China en épocas muy tempranas procedente del Imperio romano de Oriente siguiendo la Ruta de la Seda. Se empleó más en campañas militares que en el uso doméstico. Una silla de las mismas características aparece ya citada en un poema de Yu Jianwu, escrito sobre el año 552.

## Uso actual del vocablo
Como reminiscencia histórica, en Latinoamérica se aplica el término curul para referirse al escaño que ocupan congresistas y otros altos cargos de la administración pública.